# (90697) 1983 RH3
(90697) 1983 RH3 là một tiểu hành tinh vành đai chính. Nó được phát hiện bởi Henri Debehogne ở Đài thiên văn La Silla ở Chile ngày 1 tháng 9 năm 1983.